# حمله قرمطیان به عراق

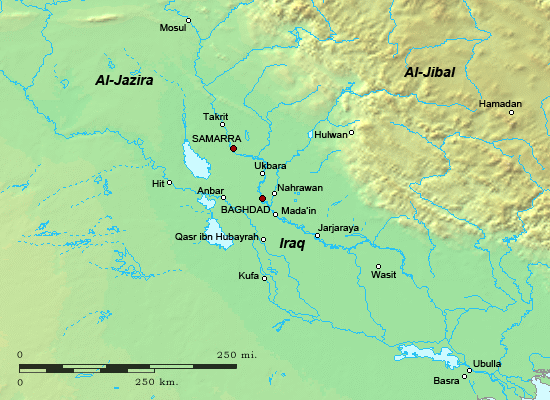
نقشه حمله قرمطیان به عراق

حمله قرمطیان به عراق، یورش گسترده قرمطیان به منطقه شهری عراق در خلافت عباسی بود که از پاییز ۹۲۷ آغاز شد و تا تابستان ۹۲۸ ادامه یافت.
این تهاجم اوج یک سلسله حملات ویرانگر به کاروان‌های حج و غارت بصره و کوفه در سال‌های گذشته بود. این حملات در بحبوحه ضعف عمومی سیاسی در دولت عباسی که برای مقابله با قرمطیان درمانده به نظر می‌رسید، تنش‌های سیاسی در بغداد را تشدید کرد و منجر به سقوط و اعدام وزیر ابن الفرات شد.
در اکتبر/نوامبر ۹۲۷، رهبر قرمطیان، ابوطاهر جنابی، نیرویی متشکل از ۲۳۰۰ نفر را برای حمله به عراق رهبری کرد. در ماه دسامبر، قرمطیان کوفه را تصرف کردند و لشکر بسیار بزرگ‌تر امیر نیمه خودمختار آذربایجان، یوسف بن ابی ساج را که اسیر شد، شکست دادند. قرمطیان سپس شروع به پیشروی به سمت شمال در امتداد فرات به سمت بغداد کردند که در آنجا وحشت گسترده‌ای درگرفت. ارتشی متشکل از ۴۰ هزار نفر برای مقابله با این تهدید جمع‌آوری شد؛ اما فرماندهان عباسی مونس مظفر و عبدالله بن حمدان، ترجیح دادند از جنگ اجتناب کنند و در عوض با تخریب پل‌ها و کانال‌ها نزدیک پایتخت عباسیان مانع پیشروی قرمطیان شوند. سیل حاصل پیشروی قرمطیان را در حومه شهر در ۷ ژانویه ۹۲۸ متوقف کرد. سپس قرمطیان دوباره از فرات عقب‌نشینی کردند و از رودخانه به سمت بین‌النهرین علیا حرکت کردند و منطقه را غارت کردند و از شهرهای آن خراج گرفتند. قرمطیان بدون مخالفت در تابستان ۹۲۸ به خانه‌های خود عقب‌نشینی کردند. حضور آنها موجب قیام هواداران به اصطلاح بقلیه در سواد کوفه شده بود که توسط مقامات عباسی سرکوب شد. بازماندگان این قیام‌ها به قرمطیان در عقب‌نشینی به بحرین پیوستند.
پس از تهاجم، قرمطیان مکه را در ژانویه ۹۳۰ غارت کردند و در همان سال عمان را تصرف کردند، اما مشکلات داخلی پیشروی آنها را متوقف کرد. یک جوان ایرانی که در عراق اسیر شده بود به نام ابوالفضل به عنوان مهدی شناخته شد و قدرت به او رسید. با این حال، رفتار نامنظم او به سرعت نشان داد که او شخصیت هزاره‌گرای مورد انتظار قرمطیان نیست و او به قتل رسید. این رویداد باعث تضعیف روحیه قرمطیان شد، که پس از آن به دنبال روابط مسالمت آمیز با عباسیان بودند. با این وجود، تهاجم ۹۲۷–۹۲۸ به شدت اوضاع مالی و سیاسی در خلافت عباسی را وخیم کرد، که به دور باطلی از کودتاهای نظامی و جنگ داخلی در میان جنگ‌سالاران منتهی شد و در سال ۹۴۶ با تسخیر عراق توسط آل بویه به اوج خود رسید.